# Sully Prudhomme
Pour les articles homonymes, voir Prudhomme et Prud'homme.

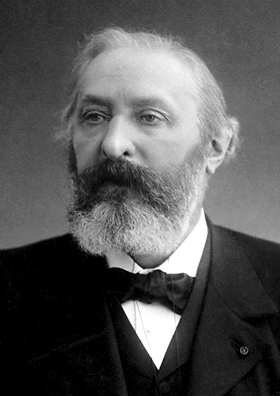
Sully Prudhomme.

René Armand François Prudhomme, dit Sully Prudhomme (orthographié également parfois Sully-Prudhomme), né à Paris le 16 mars 1839 et mort à Châtenay-Malabry le 6 septembre 1907, est un poète français, premier lauréat du prix Nobel de littérature en 1901.

## Biographie
Né au 34 rue du Faubourg Poissonnière, d'un employé de commerce mort alors qu'il était encore enfant, René Armand Prudhomme fait ses études au lycée Bonaparte (devenu Condorcet) avec l'intention d'être ingénieur, mais une crise d'ophtalmie le contraint à les interrompre. Après avoir travaillé au Creusot, dans les usines Schneider, de 1858 à 1860 (il était ami d'Henri Schneider, avec qui il avait fait ses études au lycée Bonaparte), il se tourne vers le droit et travaille chez un notaire. L'accueil fait à ses premiers poèmes au sein de la Conférence La Bruyère, société étudiante dont il est membre, l'encourage dans ces débuts littéraires.
Son premier recueil, Stances et Poèmes (1865), est loué par Sainte-Beuve et lance sa carrière. Il renferme son poème le plus célèbre, Le Vase brisé, élégante métaphore du cœur brisé par un chagrin d'amour[réf. nécessaire].
Au fil de sa carrière, Sully Prudhomme se détourne progressivement du genre sentimental de ce premier recueil — qu'on retrouvera encore dans Les Épreuves (1866) et Les Solitudes (1869) — pour adopter un style plus personnel alliant une recherche formelle qui le rattache au Parnasse (il contribue au Parnasse contemporain de Leconte de Lisle) avec un intérêt pour les sujets scientifiques et philosophiques. Il donne notamment une traduction en vers du premier chant du De Natura Rerum de Lucrèce (1878-79). Son ambition philosophique s'exprime dans des poèmes comme La Justice (1878) et Le Bonheur (1888). Il est élu membre de l'Académie française en 1881.
Son éditeur, Alphonse Lemerre, commande au peintre Paul Chabas (1869-1937), une vaste composition peinte représentant tous les poètes du Parnasse que Lemerre édite. Ce tableau, Chez Alphonse Lemerre, à Ville D'Avray a été exposé au salon de 1895 et représente, autour de Sully-Prudhomme, Paul Bourget, Alphonse Daudet, Leconte de Lisle, Jules Breton ou Daniel Lesueur (nom de plume de Jeanne Loiseau). La toile a pour cadre le jardin de la propriété que l'éditeur a achetée au père de Camille Corot en 1875.
Après Le Bonheur, Sully Prudhomme délaisse la poésie pour s'intéresser exclusivement à l'esthétique et à la philosophie. Il publie deux essais d'esthétique : L'Expression dans les beaux-arts (1884) et Réflexions sur l'art des vers (1892), une suite d'articles sur Blaise Pascal dans la Revue des deux Mondes (1890), Le Problème des causes finales en collaboration avec Charles Richet (1902), un article sur « La Psychologie du Libre-Arbitre » dans la Revue de métaphysique et de morale (1906).
En novembre 1891, Goncourt fait dans son Journal une description de Sully Prudhomme en une vingtaine de lignes dont les dernières sont celles-ci : « Au fond, un homme d'un commerce doux, onctueux, d'une sociabilité presque prêtreuse ».
Premier écrivain à recevoir le prix Nobel de littérature, le 10 décembre 1901,,, il consacre l'essentiel de la somme reçue à cette occasion à fonder un prix de poésie décerné par la Société des gens de lettres. Il crée par ailleurs, en 1902, la Société des poètes français avec José-Maria de Heredia et Léon Dierx. Il est partisan de Dreyfus.
Sa santé avait été durablement ébranlée par la guerre de 1870. Sur la fin de sa vie, elle le contraignit à vivre une forme de réclusion à Châtenay-Malabry, souffrant d'attaques de paralysie et travaillant à La Vraie Religion selon Pascal (1905).
Mort subitement le 6 septembre 1907, il est inhumé au cimetière du Père-Lachaise (44e division) à Paris.
Resté célibataire, il avait fait de son neveu, Henry Gerbault, son légataire universel.

## Œuvres

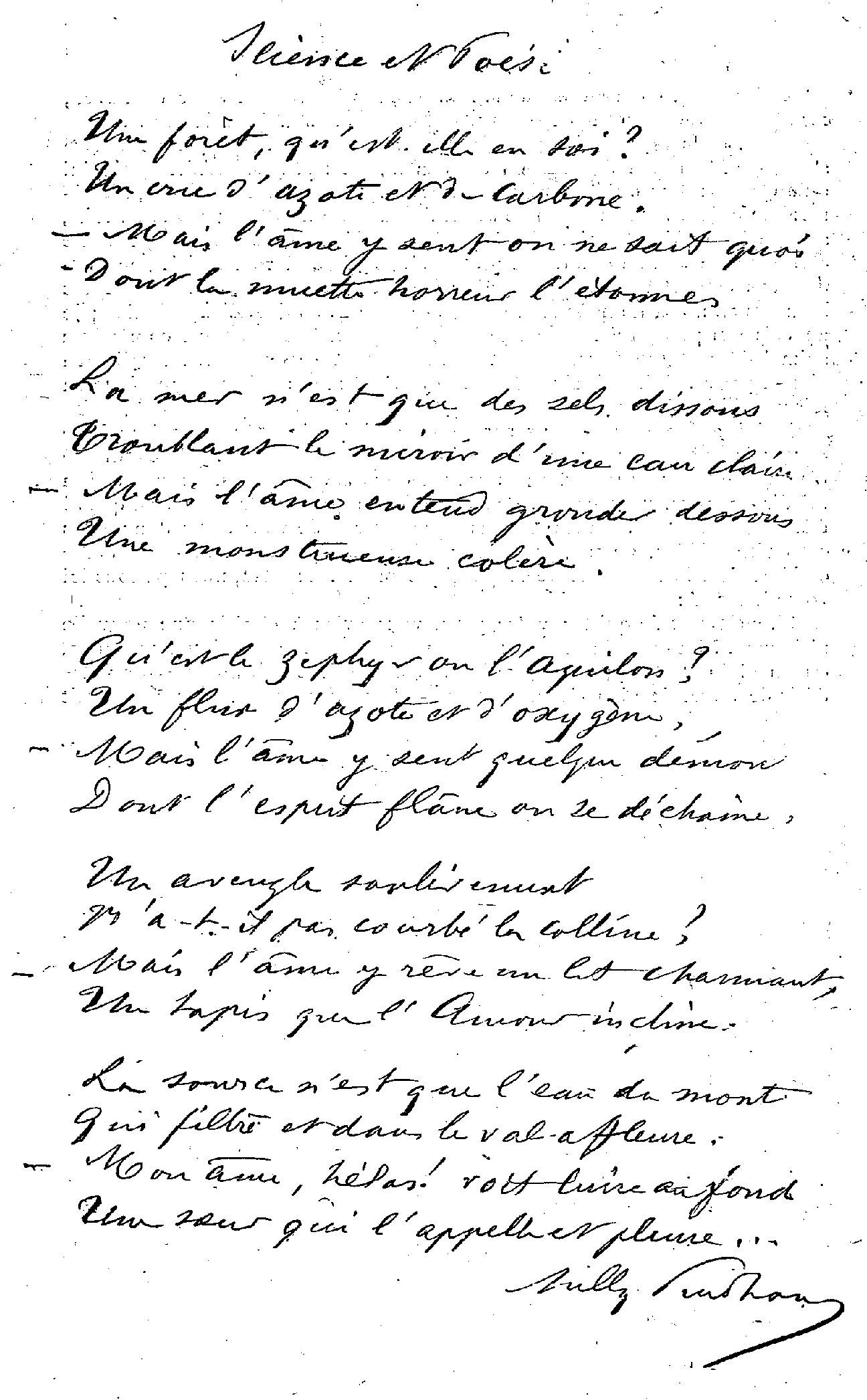
Manuscrit autographe de « Science et poésie » paru dans la Nouvelle Revue internationale en 1898, puis dans Épaves en 1908.

### Poésie
- Stances et Poèmes, 1865
- Les Épreuves, 1866
- Les Solitudes, 1869
- Les Destins, 1872
- La France, 1874
- Les Vaines tendresses, 1875 Texte en ligne
- Le Zénith, poème, 1876 (aux victimes de l'ascension du ballon Le Zénith)
- La Justice, 1878
- Poésie, 1865-1888
- Le Prisme, poésies diverses, 1886
- Le Bonheur, 1888
- Épaves, 1908

### Philosophie
- Le problème des causes finales, avec Charles Richet, Paris, F. Alcan, Bibliothèque de philosophie contemporaine, 1902
- La Vraie Religion selon Pascal : recherche de l'ordonnance purement logique de ses Pensées relatives à la religion : suivie d'une analyse du Discours sur les passions de l'amour, Paris, F. Alcan, Bibliothèque de philosophie contemporaine, 1905 Texte en ligne

### Proses diverses
- « La tour Eiffel, discours de M. Sully Prudhomme » in Revue scientifique, 20 avril 1889
- « Les autographes de « la nature » : M. Sully Prudhomme » in La Nature, no 887 - 31 mai 1890
- « Sur l'origine de la vie terrestre » in Revue de Métaphysique et de Morale, t. 1, 1893, p. 324-345
- « Le scepticisme politique » in Nouvelle Revue Internationale Européenne, 1er Juillet 1897, p. 240-241
- « L’esprit scientifique et la théorie des causes finales » in Revue scientifique, 28 janvier 1899
- « L’anthropomorphisme et les causes finales » in Revue scientifique, 4 mars 1899
- « Le darwinisme et les causes finales — Réponse à Charles Richet » in Revue scientifique, 15 avril 1899
- « Méthodes expérimentales et causes finales — Réponse à Charles Richet » in Revue scientifique, 20 mai 1899
- « Critique du principe finaliste et de ses applications à la science » in Revue scientifique, 12 août 1899
- « Le libre arbitre devant la science positive » in Revue scientifique, 9 décembre 1899
- « Les causes finales - Septième et dernière lettre à M. Charles Richet » in Revue scientifique, no 17 - 25 avril 1902
- Journal intime: lettres-pensée, 1922

## Distinctions
- Grand officier de la Légion d'honneur (1900) ; commandeur (1895) ; officier (1888) ; chevalier (1878)[10] ;
- Prix Nobel de Littérature en 1901 (premier lauréat).

## Postérité

### Poèmes
Paul Verlaine consacre à Sully-Prudhomme une de ses 27 monographies : Sully-Prudhomme.

### Poèmes mis en musique
- « Soupir », poème du recueil Les solitudes, mélodie d'Henri Duparc. 1869

- « Au bord de l'eau », poème du recueil Les vaines tendresses[12], et « Ici-bas ! », des Stances[13], mélodies de Gabriel Fauré (op. 8, 3 Pièces[14]).

- « Le Long des quais », poème du recueil Stances et poèmes (1865) mis en musique par Gabriel Fauré (1879) sous le titre : Les Berceaux.

- Pièce N° 45 de Pertuit Patrice (2016) : Chant et guitare d'après le poème ''Midi au village'' de René-François Sully Prudhomme[15].

### Iconographie
- Sully Prudhomme, buste en terre cuite de Carrier-Belleuse, entre 1860-1870, collection du Centre national des arts plastiques[16].
- Portrait de Sully Prudhomme, plaquette en bronze de Jules Chaplain, 1907.
- Monument à Sully Prudhomme, place Bellevue à Lyon. Inauguré le 19 juillet 1914. C'est l’œuvre du sculpteur Marius Léon Cladel et de l'architecte Charles Meysson[17].

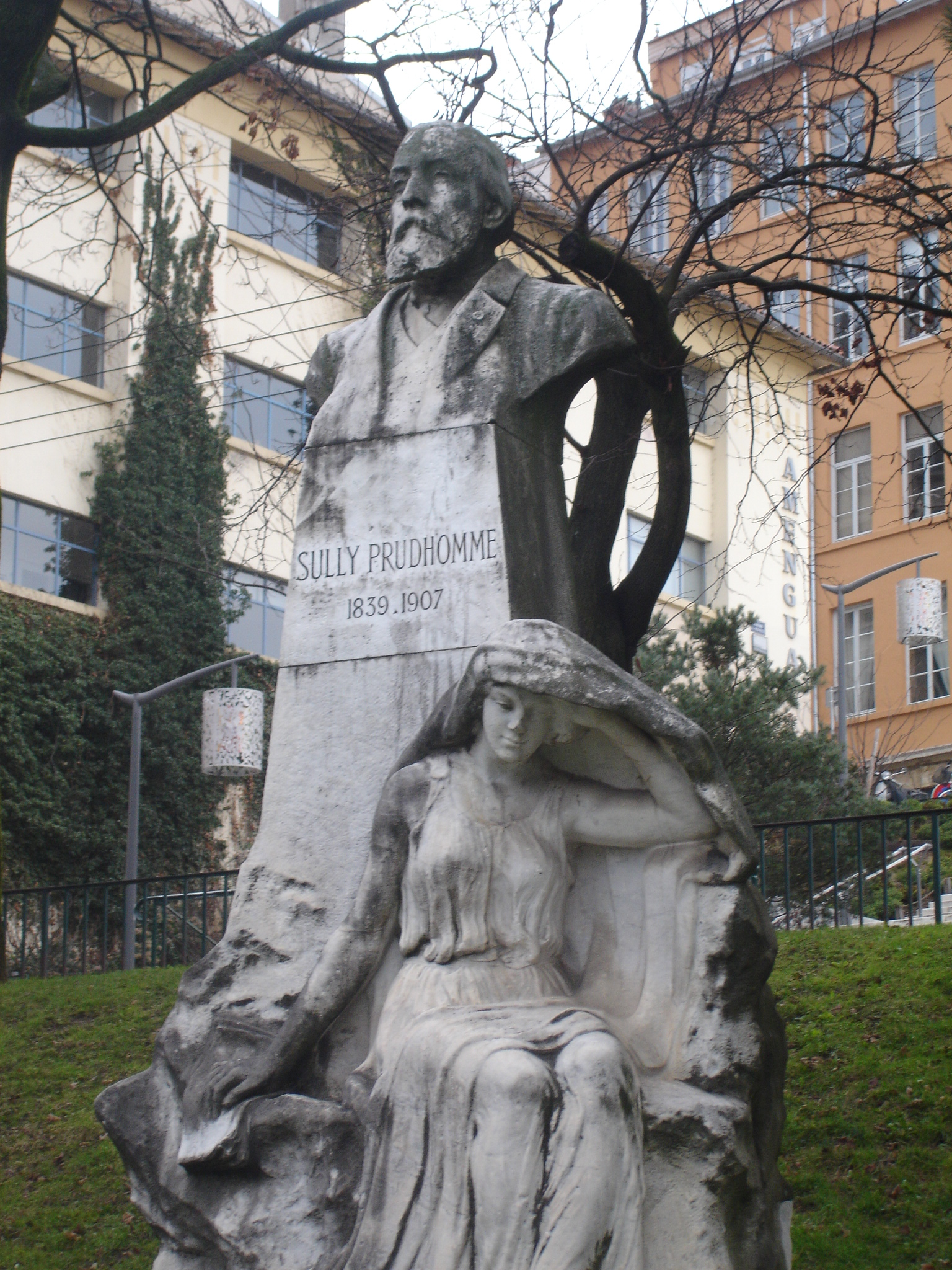
Sully Prudhomme place Bellevue

### Timbre à son effigie
Le premier timbre français honorant Sully Prudhomme a été émis les 15 et 16 septembre 2007 avec mention « premier jour » à Paris et à Ollans (Doubs, lieu de villégiature du poète), sans mention « premier jour » à Châtenay-Malabry.

### Bases de données et dictionnaires
- Ressources relatives à la musique :   - International Music Score Library Project
  - Carnegie Hall
  - Discography of American Historical Recordings
  - Discogs
  - MusicBrainz
  - Répertoire international des sources musicales
- Ressources relatives à la littérature :   - Académie française (membres)
  - Académie française (lauréats)
  - Internet Speculative Fiction Database
- Ressources relatives aux beaux-arts :   - AGORHA
  - British Museum
  - Musée d'Orsay
- Ressources relatives à la recherche :   - La France savante
  - Isidore
- Ressource relative à plusieurs domaines :   - Répertoire du patrimoine culturel du Québec
- Ressource relative au spectacle :   - Les Archives du spectacle
- Ressource relative à la vie publique :   - base Léonore
- Ressource relative à l'audiovisuel :   - IMDb
- Notices dans des dictionnaires ou encyclopédies généralistes :   - Britannica
  - Brockhaus
  - Den Store Danske Encyklopædi
  - Deutsche Biographie
  - Enciclopedia italiana
  - Gran Enciclopèdia Catalana
  - Hrvatska Enciklopedija
  - Internetowa encyklopedia PWN
  - Nationalencyklopedin
  - Store norske leksikon
  - Treccani
- Notices d'autorité :   - VIAF
  - ISNI
  - BnF (données)
  - IdRef
  - LCCN
  - GND
  - CiNii
  - Espagne
  - Belgique
  - Pays-Bas
  - Pologne
  - Israël
  - NUKAT
  - Catalogne
  - Suède
  - Vatican
  - Australie
  - Norvège